# Hermanos Cristianos
La Congregación de los Hermanos Cristianos, en latín "Congregatio Fratrum Christianorum" (C.F.C.), cuyos miembros son conocido como "Hermanos Cristianos" o "Christian Brothers", es una congregación religiosa católica fundada por el beato Edmund Ignace Rice en Waterford, Irlanda, en 1802.

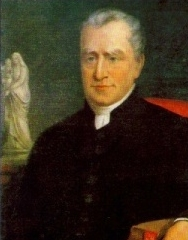
Edmund Ignatius Rice fundador de los Christian Brother

## Historia
Edmund Rice fundó los Hermanos Cristianos en Waterford, Irlanda, en el año 1802. Tenía entonces 40 años. En su vida y obra se encontra la base de la visión de los Colegios de los Hermanos Cristianos que nos adentrará en el siglo XXI.
Edmund Rice era un exitoso hombre de negocios. Su joven esposa había muerto en un accidente doce años antes, dejándolo con una hija mentalmente discapacitada, a quien cuidaba.
La fe de Edmund era una fe viva que se manifestaba siempre por medio de la acción en bien de los demás y de la participación en el culto y las plegarias personales. Su fe nunca fue un asunto privado; su amor a Dios y su creencia en el Evangelio lo llevaron a un cambio de vida extraordinario.
Centró su atención en los "chicos de la calle" de Waterford, quienes no tenían educación y atención. Puso su energía y su capacidad comercial, sus bienes y su fortuna, en el desarrollo de un sistema educativo para aquellos a quienes las leyes y las costumbres de la época no les daban lugar.
Las oportunidades de tener éxito eran escasas. Los ayudantes iban y venían. Edmund se enfrentó con enormes dificultades y frustraciones. Pero perseveró en su visión. Siguió al lado de los chicos de Waterford. Y no se limitó a "enseñarles"; fue su "hermano". Se entregó a sí mismo, no solamente sus conocimientos.
Durante los casi doscientos años desde que Edmund Rice empezó su obra, se ha desarrollado y mantenido una fuerte tradición de generosidad, de trabajo arduo, de dedicación a la juventud, de atención a los carenciados, de excelencia en la educación, de interés activo en todos los aspectos de la vida estudiantil.

## Organización
La Congregación de los Hermanos Cristianos está conformada por siete Provincias distribuidas en los siguientes países: Inglaterra, Australia, Nueva Zelanda, Estados Unidos, India, Argentina, Uruguay, Perú e Irlanda.
Las escuelas y colegios de los Hermanos Cristianos y demás empresas educativas de muchas clases se encuentran diseminadas por todo el mundo: en Irlanda y el Reino Unido; en la India; en Australia; Nueva Zelanda; Papúa Nueva Guinea y las Islas del Pacífico; en Sudáfrica, Zimbabue, Zambia, Tanzania, Kenia y el Sudán; en Sierra Leona y Gambia; en Canadá; los Estados Unidos y las Antillas; en Perú; Argentina; Uruguay y Paraguay y en Roma.
Los hermanos, dentro de cada Provincia, trabajan bajo la dirección de un Equipo Provincial. El equipo de Gobierno general de la Congregación está establecido en la ciudad de Roma en Italia. 
Los Equipos provinciales y el general son electos cada 6 años en el Capítulo de la Congregación. 
Actualmente, la Congregación se está reestructurando, para responder más adecuadamente a su carisma y también debido al número creciente de miembros.
Este movimiento creciente incluye a todos los miembros profesos de la Congregación; a hombres y mujeres de todas las edades, de diferentes extracciones modos de vida. 

### Abuso sexual de niños
A fines del siglo XX y principios del siglo XXI, se desvelaron numerosos casos de continuos abusos emocionales, físicos y sexuales de niños bajo el cuidado de los Hermanos Cristianos durante muchas décadas. Surgieron casos en Irlanda, Canadá, los Estados Unidos, Australia y el Reino Unido.
Australia
Los delincuentes sexuales condenados en Australia incluyen al hermano Robert Best, que enseñó en escuelas primarias y secundarias católicas en Ballarat, Box Hill y Geelong (todas en Victoria, Australia) entre los años 1960 y 1980. Fue declarado culpable por un jurado después de declararse culpable de más de 40 delitos sexuales contra decenas de estudiantes, algunos de tan solo 8 años.Robert Best fue sentenciado a catorce años y nueve meses de cárcel el 8 de agosto de 2011. Muchas de sus víctimas estaban en el tribunal por la sentencia y le gritaron mientras era llevado. En mayo de 2013, los hermanos cristianos admitieron en la investigación parlamentaria de Victoria sobre el abuso infantil que hicieron lo que pudieron para defender a los miembros acusados de agresión sexual contra niños. Admitieron contratar a un investigador privado para seguir a una de las víctimas del hermano Robert Best. Gastaron casi $ 1 millón en la defensa, y cientos de miles para defender a otros miembros también acusados de violación
En diciembre de 2014, una comisión real descubrió que "los líderes de los Hermanos Cristianos sabían de acusaciones de abuso sexual de niños en cuatro orfanatos de y no administraron las casas para prevenir los malos tratos realizados durante décadas". El acta de la reunión de los hermanos cristianos provinciales con sus abogados el 7 de diciembre de 1993 mostró que la reunión no se centró en resolver los procedimientos; la preocupación era el costo, y no había ningún sentimiento de reconocer el sufrimiento de los sobrevivientes.  
Durante la Real Comisión de Respuestas Institucionales al Abuso Sexual Infantil de 2016 en Ballarat, se encontró que 853 niños, con una edad promedio de 13 años, habían sido abusados sexualmente por uno o más Hermanos Cristianos. Se presentaron denuncias de abuso infantil contra 281 Hermanos Cristianos, y la Congregación pagó $ 37.3 millones en compensación.
Irlanda y el Reino Unido
Inglaterra 
En diciembre de 2012, la escuela de Christian Brothers St Ambrose College, Altrincham, Gran Mánchester, estuvo implicada en un caso de abuso sexual de menores que involucraba al personal docente que realiza actos de abuso tanto dentro como fuera de la escuela. 
Irlanda 
La Congregación de los Hermanos Cristianos publicó anuncios de página completa en periódicos en Irlanda en marzo de 1998, disculpándose con antiguos alumnos que habían sido maltratados mientras estaban bajo su cuidado. Esta campaña publicitaria expresó "profundo pesar" en nombre de los Hermanos Cristianos y las líneas telefónicas enumeradas que los antiguos alumnos podían llamar si necesitaban ayuda. En 2003, la Congregación presentó un caso contra la Comisión para investigar el abuso infantil que busca evitar que la Comisión nombre a hermanos acusados de abuso infantil. Este caso se perdió en la Corte Suprema, pero la congregación apeló ante la Corte Suprema. La apelación fue retirada cuando la Comisión acordó no nombrar hermanos. En mayo de 2009, un informe fue emitido por una comisión gubernamental independiente sobre el abuso infantilcometido contra miles de niños en instituciones de cuidado residencial dirigidas por diversos institutos religiosos para el estado irlandés . Este informe encontró que el abuso sexual de niños en instituciones dirigidas por los Hermanos era común. En respuesta, la provincia eclesiástica irlandesa emitió un compromiso de pagar 161 millones de euros para un fondo establecido para compensar a las víctimas masculinas y femeninas de dicho abuso tanto en sus instituciones como en las de otros institutos religiosos. A partir de 2013 los Hermanos Cristianos en Irlanda continuaron buscando un acuerdo extrajudicial para reclamaciones históricas iniciadas por sobrevivientes de agresión sexual por Hermanos comprometidos en escuelas diurnas administradas por la orden en Irlanda. Towards Healing fue creado por CORI para ofrecer terapia a sobrevivientes de abuso clerical; es una organización católica sobre cuya independencia ha habido controversia. Los hermanos cristianos en Irlanda utilizaron los servicios del grupo L & P para establecer un fideicomiso de educación, cuya intención fue impugnada por el liquidador de la organización de Hermanos Cristianos en Canadá, que representaba a las víctimas que reclamaban reparaciones. A partir de diciembre de 2001 el liquidador se estaba preparando para investigar una empresa registrada en Irlanda en su búsqueda de decenas de millones de libras de los activos de la organización.  
Escocia 
 p. John Farrell, sacerdote jubilado de la diócesis de Motherwell, el último director del Orfanato de San Ninian, Falkland, Fife, fue sentenciado a cinco años de prisión. A su colega Paul Kelly, un profesor jubilado de Portsmouth, se le concedieron diez años, ambos fueron condenados por abuso físico y sexual de niños entre los años 1979 y 1983. Se hicieron más de 100 cargos contra 35 niños. El orfanato se cerró en 1983.  
Estados Unidos 
El Hermano Cristiano Robert Brouillette, quien había enseñado en St. Laurence High School , fue arrestado en abril de 1998 en Joliet, Illinois, por actuación indecente en contra de  un niño. Fue condenado en marzo de 2000 por 10 cargos relacionados con pornografía infantil. En 2002 se entabló una demanda civil en el condado de Cook, Illinois, contra Brouillette por agresión sexual contra un hombre de 21 años.
 En 2013, la Provincia Norteamericana de Hermanos Cristianos Edmund Rice, conocida como Irish Christian Brothers, pagó US $ 16.5 millones a 400 víctimas de abuso sexual infantil en los EE. UU. Y acordó aplicar una política de cero tolerancia para los hermanos acusados de abuso. Esto siguió a los hermanos que se declararon en bancarrota en abril de 2011 tras el aumento de los costos legales, lo que llevó a un acuerdo de reorganización entre los acreedores y el pedido según el código de bancarrota del Capítulo 11 de los EE . UU
Perú
Desde el año de 1999 hasta el año de 2010, sufrieron abusos físicos, sexuales y emocionales, varios niños y que cuando la arquidiócesis se enteró de la abuso, eliminó a los hermanos que eran culpables de estos actos, pero no tomó ninguna otra acción inmediata. Tanto la archidiócesis de San Juan a través de la Conferencia Peruana de Obispos Católicos como la Congregación de Hermanos Cristianos desde entonces han promulgado políticas dirigidas a la prevención del abuso sexual infantil. 

### Escuelas
La Congregación tiene varios colegios en el mundo entero. 
En Sudamérica se destacan el Colegio Cardenal Newman de Buenos Aires (Argentina), el Colegio Stella Maris de Montevideo (Uruguay) y la Institución Educativa particular Mundo Mejor en (Perú).

## Hermanos Cristianos destacados
- beato Edmund Ignatius Rice (fundador de los Hermanos Cristianos y de los Hermanos de la Presentación)
- Hermano Michael Paul Riordan (segundo superior general de la congregación)
- Hermano Patrick Ambrose Treacy
- Hermano Paul Francis Keaney (con múltiples denuncias de pedofilia)
- Hermano Paul Nunan
- John Philip Holland (en su juventud, fue inventor del primer submarino motorizado)
- Eamon McGrotty (Luchó en la guerra civil española por el bando republicano)[2]